# Koryciska (Dolina Jarząbcza)

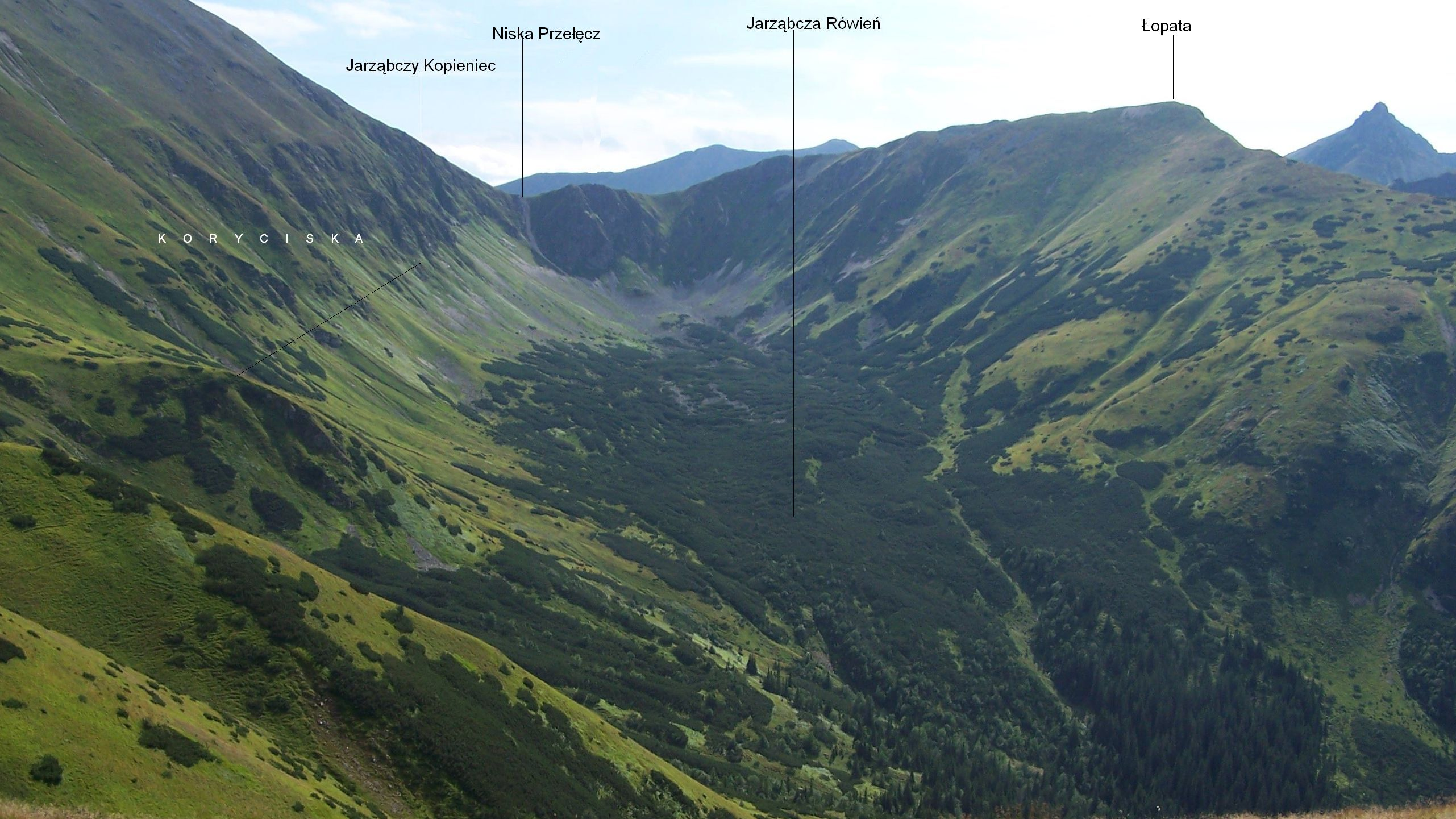
Widok z okolic Trzydniowiańskiego Wierchu

Koryciska – północno-zachodnie stoki grani głównej Tatr Zachodnich na odcinku od Kończystego Wierchu poprzez Jarząbczą Przełęcz po Kopę Prawdy. Opadają do kotła lodowcowego Jarząbcza Rówień w Dolinie Jarząbczej. Są skalisto-trawiaste i pocięte wieloma żlebkami. Ich przedłużeniem w kierunku do Niskiej Przełęczy są Niskie Turnie.